# Benno Kuhr

Benno Kuhr

Benno Kuhr (* 6. Dezember 1896 in Nürnberg; † 31. Oktober 1955 in Reutlingen) war ein deutscher Politiker (NSDAP).
Nach dem Besuch der Volksschule in Asch und des Realgymnasiums in Würzburg nahm Benno Kuhr ab August 1914 als Kriegsfreiwilliger beim 2. bayerischen Feldartillerie-Regiment am Ersten Weltkrieg teil. Anschließend gehörte er von 1919 bis 1920 dem Freikorps Bayreuth an und war danach Führer im Bund Oberland. Im Januar 1923 trat er in die NSDAP ein (Mitgliedsnummer 16.076), der er sich nach ihrem vorübergehenden Verbot zum 1. Mai 1929 erneut anschloss (Mitgliedsnummer 126.661). Ab 1929 war er ehrenamtlicher Kreisleiter der Partei in Hof und ab März 1932 hauptamtlicher Kreisleiter. Von 1930 bis 1939 war Kuhr Mitglied der SS (SS-Nummer 37.844), wo er Obersturmführer wurde. Im Jahr 1933 wurde Kuhr Bürgermeister von Schwarzenbach an der Saale.
Am 4. Oktober 1939 trat Kuhr im Nachrückverfahren für den verstorbenen Abgeordneten Peter Bell als Abgeordneter für den Wahlkreis 25 (Niederbayern) in den nationalsozialistischen Reichstag ein. Nachdem Richard Wendler im besetzten Polen politisch aktiv wurde, übernahm Kuhr dessen Funktion als Bürgermeister in Hof, ohne gewählt worden zu sein. Von dort floh er im April 1945 in einer Fliegeruniform, wurde aber kurz danach enttarnt und in Regensburg festgesetzt. Ab Sommer 1948 wurde er von der Spruchkammer Hof-Land als Hauptschuldiger zu fünfeinhalb Jahren Arbeitslager verurteilt. In der Berufung wurde er im Oktober 1949 in Nürnberg zum Aktivisten herabgestuft und seine Strafe auf vier Jahre ermäßigt. Diese wurde als abgegolten angesehen und Kuhr daraufhin entlassen. Er starb 1955 in Reutlingen.

## Belege
1. 1 2  Hofer Anzeiger vom 7. April 1995
2. ↑  Bundesarchiv R 9361-IX KARTEI/24080736

| Personendaten    | Personendaten                    |
| ---------------- | -------------------------------- |
| NAME             | Kuhr, Benno                      |
| KURZBESCHREIBUNG | deutscher Politiker (NSDAP), MdR |
| GEBURTSDATUM     | 6. Dezember 1896                 |
| GEBURTSORT       | Nürnberg                         |
| STERBEDATUM      | 31. Oktober 1955                 |
| STERBEORT        | Reutlingen                       |